# Concurso Long-Thibaud-Crespin

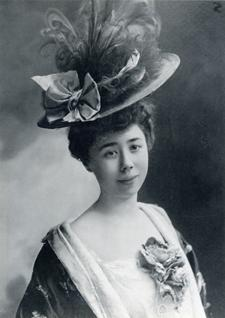
Marguerite Long

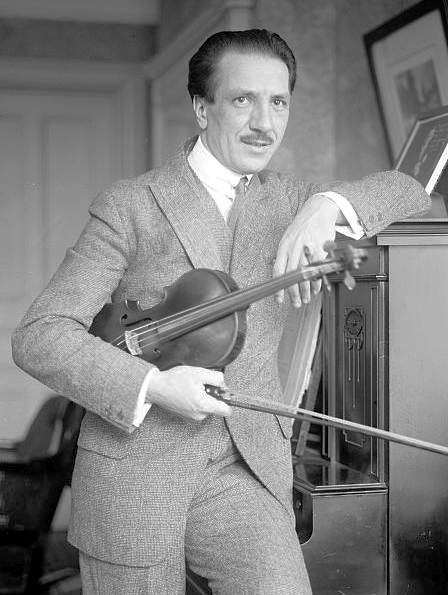
Jacques Thibaud

El concurso de Long-Thibaud-Crespin, anteriormente el concours international Marguerite Long-Jacques Thibaud es un concurso de piano, violín y canto abierto a los jóvenes intérpretes de todo el mundo. Se lleva a cabo en París. (Francia).

## Historia

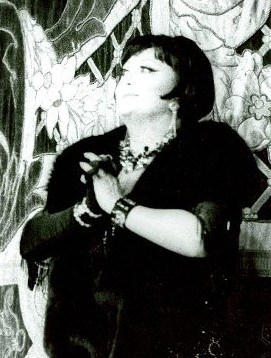
Regine Crespin

Este concurso nació de la voluntad de los dos músicos franceses cuyo nombre lleva: la pianista Marguerite Long (1874-1966) que estrenó el Concierto en sol bajo la dirección del propio Maurice Ravel y el violinista Jacques Thibaud (1880-1953).
Fue en 1943 cuando Marguerite Long invitó a su amigo violinista a crear este concurso. Tomando muy en serio la revelación de los jóvenes intérpretes, Marguerite Long donó toda su fortuna para permitir la implementación del primer concurso, facilitada más tarde por muchos patrocinadores.
La primera edición se lleva a cabo en 1943, durante la Segunda Guerra Mundial y, por lo tanto, solo los jóvenes franceses pueden participar. Desde 1945, sin embargo, el concurso abre sus puertas al mundo y, muy rápidamente, el concurso se vuelve famoso y debe abandonar en 1949 su fórmula trienal para realizarse cada dos años. En 1957, el concurso obtuvo el patrocinio del Estado francés.
Desde 1983, frente a la multiplicación de competiciones internacionales en todo el mundo y con problemas de financiación, el concurso adopta una nueva fórmula: las competiciones de piano y violín se separan. Un año se dedica al piano, el siguiente al violín, mientras que el tercero es una noche de gala donde interpretan laureados jóvenes y viejos.
Desde 2011, entra en esta alternancia el arte lírico, cuya competencia tendrá lugar una vez cada tres años, como ahora el de piano y el de violín. El concurso ahora lleva el nombre de Concours Long-Thibaud-Crespin, en memoria de la soprano Régine Crespin (1927-2007)

## Jurado
Cada año, el jurado reúne a personalidades conocidas del mundo musical: artistas, directores de grandes teatros y periodistas. Yehudi Menuhin fue el presidente del jurado de violín desde 1993 hasta su muerte en 1999. El actual presidente del jurado de violín es Salvatore Accardo, mientras que Aldo Ciccolini es el director del jurado de piano. En cuanto al jurado de ópera, está compuesto principalmente por directores de grandes teatros de ópera (Festival de Bayreuth, Ópera Metropolitana de Nueva York, Teatro de la Fenice de Venecia, etc.) y está dirigido por Alexander Pereira, director del festival de Salzburgo.

## Selección

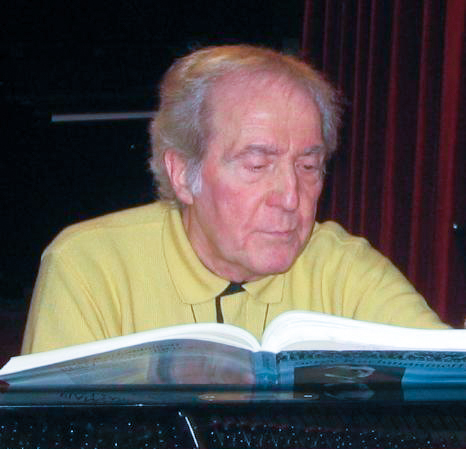
Aldo Ciccolini

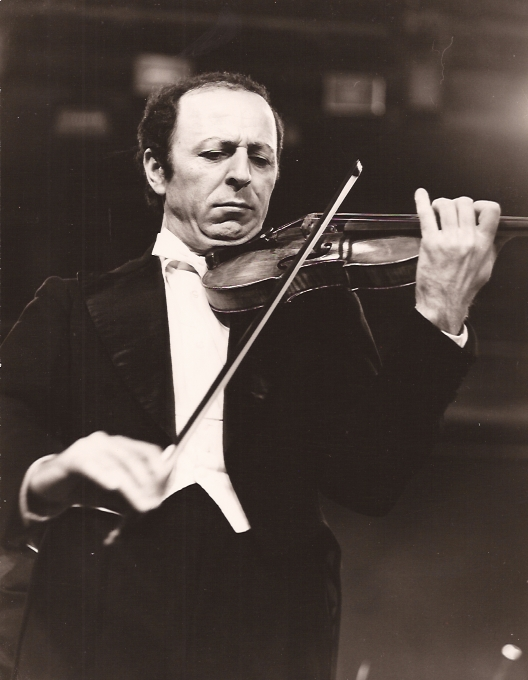
Jean Ter-Merguerian

Los competidores primero se someten a una fase de preselección, ya sea en grabaciones (para piano y violín) o en audiciones, organizadas en 12 ciudades de todo el mundo (para el canto).

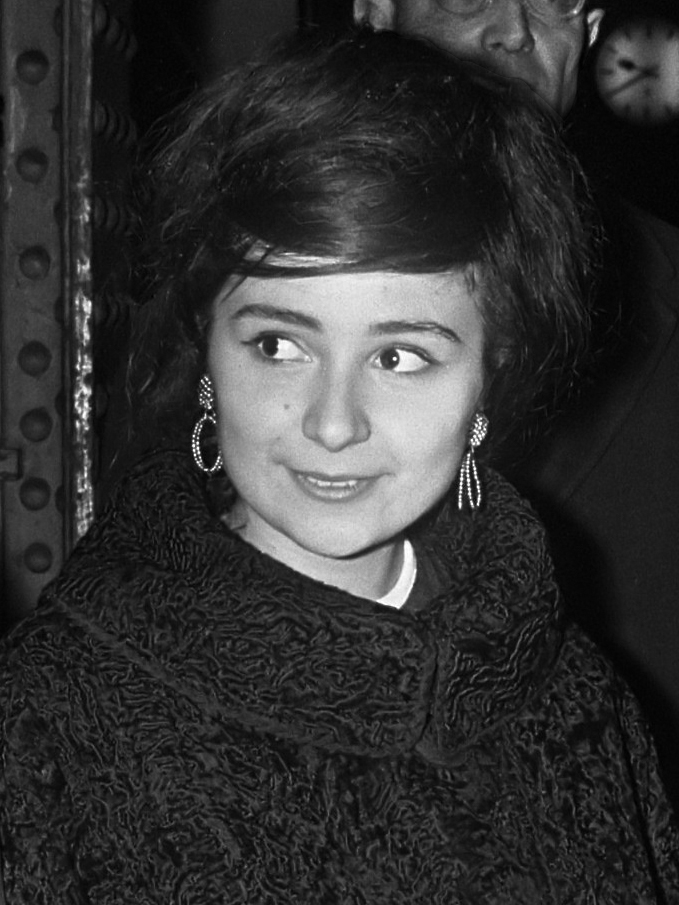
Liana Isakadze (1967)

Después de esta preselección, los competidores son invitados a París para el concurso, que se divide en eliminatorias, semifinales y finales. Están acompañados por la Orquesta Filarmónica de Radio France o por la Orquesta Nacional de Francia. Las etapas finales se organizan en diferentes salas parisienses según el instrumento y los años: Salle Gaveau, Théâtre du Châtelet, Maison de Radio France, etc.
El primer premio está actualmente financiado por la Academia de Bellas Artes. Los ganadores del primer gran premio también reciben fondos para una gira de 10 a 15 recitales.

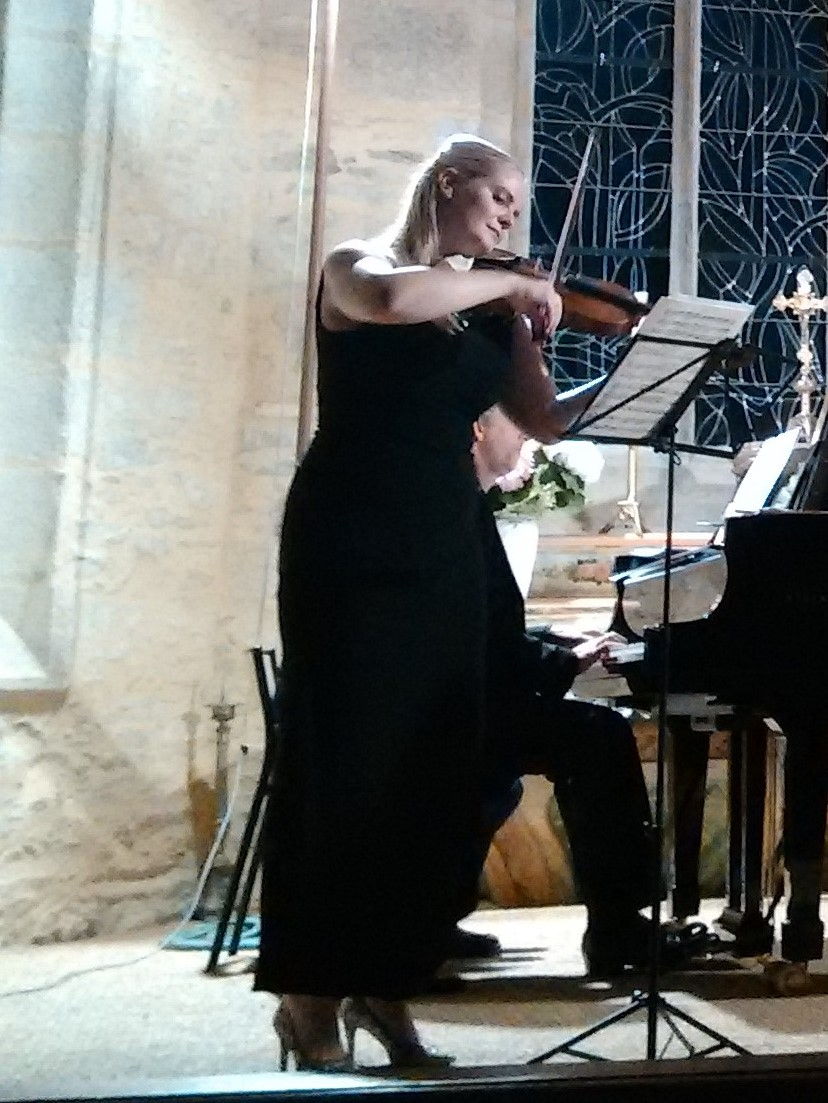
Solenne Paidassi

Además, muchas asociaciones, orquestas, compañías discográficas y otros patrocinadores ofrecen su premio: SAS Albert II de Mónaco, Sacem, la Orquesta Nacional de Francia, la Orquesta Filarmónica de Radio Francia, el Suntory Hall de Tokio ...

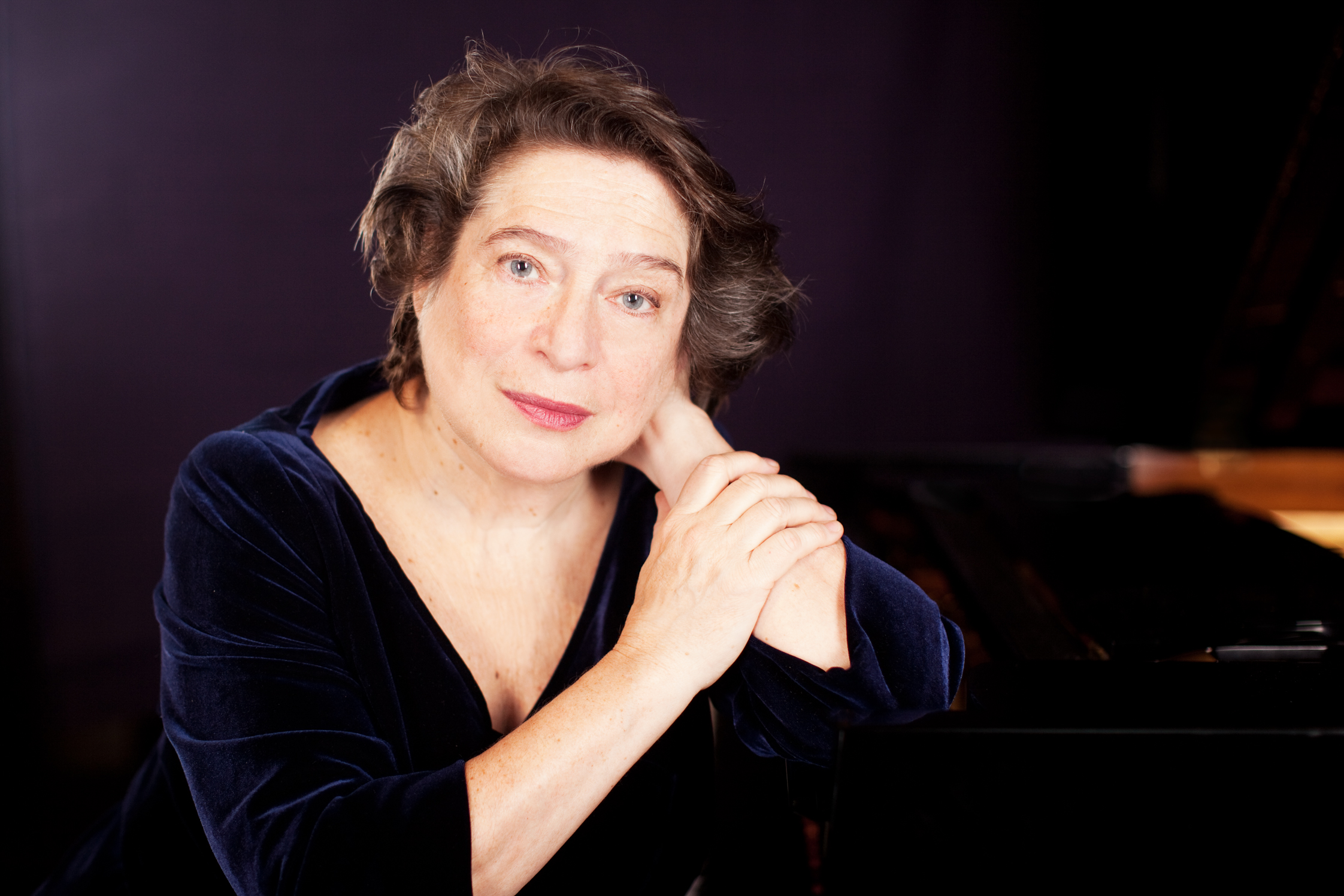
Elisabeth Leonskaja

## Primeros grandes premios

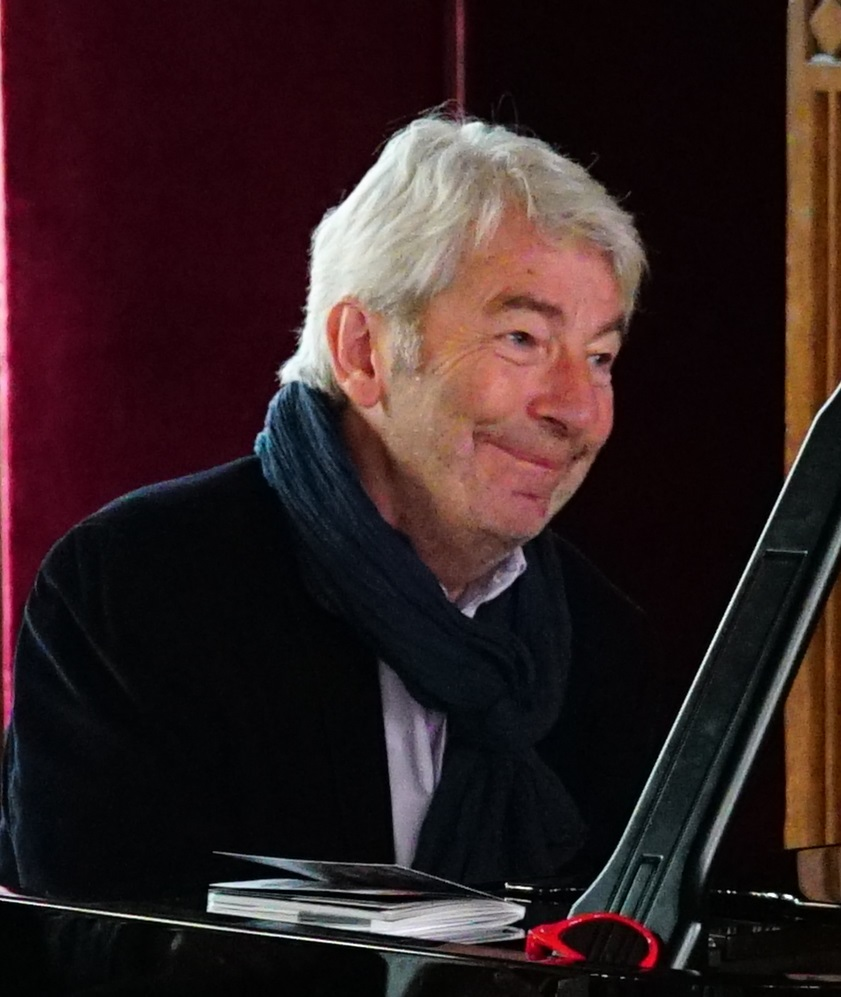
Jean-Philippe Collard

| Año | Concurso Long (piano)                                  | Concurso Thibaud (violín)           | Concurso Crespin (canto) |
| --- | ------------------------------------------------------ | ----------------------------------- | ------------------------ |
| 1943 | Samson François (Francia)                              | Michèle Auclair (Francia)           |                          |
| 1946 | Hédy Schneider (Hungría)                               | Arnold Eidus (Estados Unidos)       |                          |
| A partir de 1949, el concurso adopta una fórmula bienal                                                                        |                                                        |                                     |                          |
| 1949 | Aldo Ciccolini (Italia)Ventsislav Yankoff (Bulgaria)   | no concedido                        |                          |
| 1951 | Janine Dacosta (Francia)                               | Gérard Jarry (Francia)              |                          |
| 1953 | no concedido                                           | Nelly Chkolnikova (URSS)            |                          |
| 1955 | no concedido                                           | Devy Erlih (Francia)                |                          |
| 1957 | Peter Frankl (Hungría)                                 | Boris Goutnikov (URSS)              |                          |
| 1959 | Toyoaki Matsuura (Japón)                               | György Pauk (apátrida)              |                          |
| 1961 | Marina Mdivani (URSS)                                  | Jean Ter-Merguerian (URSS)          |                          |
| 1963 | Victor Eresko (URSS)                                   | Irina Botchkova (URSS)              |                          |
| 1965 | no concedido                                           | Liana Issakadze (URSS)              |                          |
| 1967 | Edward Auer (Estados Unidos)                           | Nana Yachvili (URSS)                |                          |
| 1969 | Loubov Timofeeva (URSS)                                | no concedido                        |                          |
| 1971 | Vladimir Feltsmann (URSS) - Pascal Rogé (Francia)      | Lydia Doubrovskaïa (URSS)           |                          |
| 1973 | no concedido                                           | Roussoudane Gvassalia (URSS)        |                          |
| 1975 | Mikhaïl Rudy (Francia)                                 | Alexandre Brussilovsky (URSS)       |                          |
| 1977 | Jorge Luis Prats (Cuba)                                | no concedido                        |                          |
| 1979 | Frédéric Aguessy (Francia)                             | no concedido                        |                          |
| 1981 | Kazuné Shimizu (Japón)                                 | Nina Bodnar-Horton (Estados Unidos) |                          |
| A partir de 1983, ambos concursos ya no tienen lugar el mismo año, sino uno después de otro, con un año vacío entre los ciclos |                                                        |                                     |                          |
| 1983 | Stanislav Bounine (URSS)                               |                                     |                          |
| 1984 | no concedido                                           |                                     |                          |
| 1986 | José Carlos Cocarelli (Brasil) Yukino Fujiwara (Japón) |                                     |                          |
| 1987 | Zhou Quian (China)                                     |                                     |                          |
| 1989 | Jeffrey Biegel (Estados Unidos)                        |                                     |                          |
| 1990 | Mie Kobayashi (Japón)                                  |                                     |                          |
| 1992 | Midori Nohara(Japón)                                   |                                     |                          |
| 1993 | Bartolomiej Niziol (Polonia)                           |                                     |                          |
| 1995 | no concedido                                           |                                     |                          |
| 1996 | Daishin Kashimoto (Japón)                              |                                     |                          |
| 1998 | Cédric Tiberghien (Francia)                            |                                     |                          |
| 1999 | Yi-Jia S. Hou (China Canadá)                           |                                     |                          |
| 2001 | Dong-Hyek Lim (Corea del Sur)                          |                                     |                          |
| 2002 | Akiko Yamada (Japón)                                   |                                     |                          |
| 2004 | Siheng Song (China)                                    |                                     |                          |
| 2005 | Frederieke Saeijs (Países Bajos)                       |                                     |                          |
| 2007 | Hibiki Tamura (Japón)                                  |                                     |                          |
| 2008 | Hyun-Sabido Shin (Corea del Sur)                       |                                     |                          |
| 2009 | no concedido                                           |                                     |                          |
| 2010 | Solenne Païdassi (Francia)                             |                                     |                          |
| 2011 | Kihwan Sim (Corea del sur)                             |                                     |                          |
| 2012 | no concedido                                           |                                     |                          |
| 2014 | Aylen Pritchin (Rusia)                                 |                                     |                          |
| 2015 | no concedido                                           |                                     |                          |

## Otros laureados

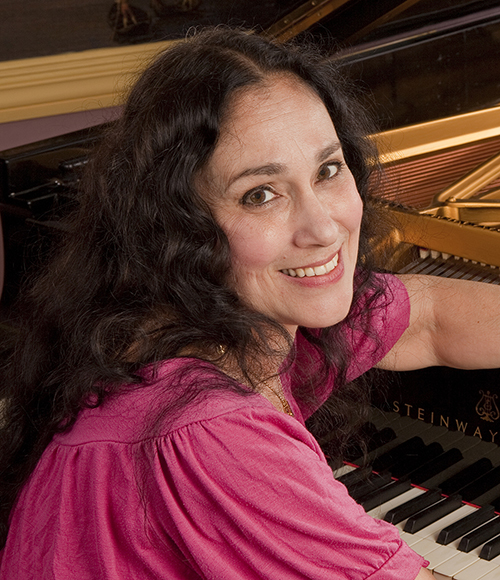
Myriam Birger

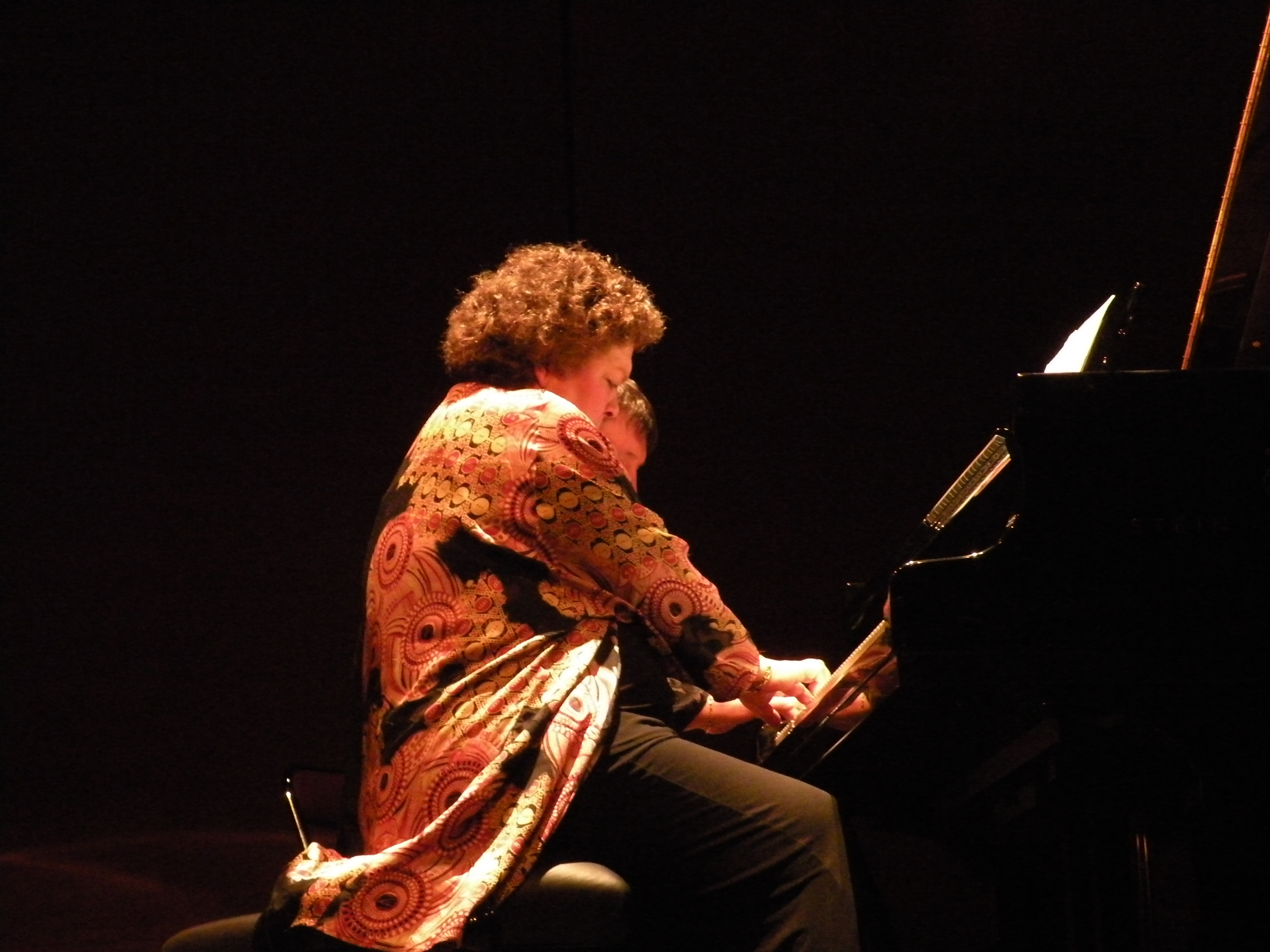
BrigitteEngerer

Como en cualquier concurso, ganar el primer premio no es necesariamente sinónimo de celebridad en el futuro. Por el contrario, algunos de los ganadores de los otros premios en el concurso Long-Thibaud hoy son músicos de renombre, como :
- Paul Badura-Skoda (piano, Austria) - 3.º gran premio en 1949
- Pierre Barbizet (piano, Francia) - 5.º premio en 1949
- Christophe Boulier (violín, Francia) - 2.º gran premio en 1984
- Christian Ferras (violín, Francia) - 2.º premio en 1949
- Philippe Entremont (piano, Francia) - 5.º premio en 1951
- Olga Parkhomenko (violín, URSS) - 2.° gran premio + premio especial Henryk Szeryng en 1955
- Dimitri Bashkirov (piano, URSS) - 2.º gran premio en 1961
- Bruno Leonardo Gelber (piano, Argentina) - 3.º gran premio en 1961
- Bruno Rigutto (piano, Francia) - 6.º premio en 1963
- Jean-Jacques Kantorow (violín, Francia) - 6.º premio en 1963
- Elisabeth Leonskaïa (piano, URSS) - 3.º gran premio en 1965
- Vladimir Spivakov (violín, URSS) - 3.º gran premio en 1965
- Patrice Fontanarosa (violín, Francia) - 6.º premio en 1965
- Miłosz Magin (piano, Francia Polonia) - 6.º premio en 1967
- Jean-Philippe Collard (piano, Francia) - 5.º premio en 1969
- Myriam Birger (piano, Francia) - 4.º premio en 1967
- Brigitte Engerer (piano, Francia) - 6.º premio en 1969
- Jacques Rouvier (piano, Francia) - 3.º gran premio en 1971
- Vladimir Viardo (piano, Rusia) - 3.º gran premio en 1971
- Marie-Annick Nicolas (violín, Francia) - 3.º gran premio 1973
- Akiko Ebi (piano, Japón) - 2.º gran premio en 1975
- Raphaël Oleg (violín, Francia) - 3.º gran premio en 1977
- Géry Moutier (piano, Francia) - 5.º premio en 1979
- Olivier Charlier (violín, Francia) - 2.º gran premio en 1981
- Laurent Korcia (violín, Francia) - 3.º gran premio en 1984
- Ann-Estelle Médouze (violín, Francia) - Premio Serge Den Arend en 2002